# Baudre
Baudre é uma comuna francesa na região administrativa da Normandia, no departamento Mancha. Estende-se por uma área de 3,8 km². Em 2010 a comuna tinha 562 habitantes (densidade: 147,9 hab./km²).
A comuna de Baudre tem esse nome desde 1793. Antes, designava-se por Saint-Ouen de Baudre.